# Rochus von Liliencron
El barón Rochus Wilhelm Traugott Heinrich Ferdinand von Liliencron (Plön, 8 de diciembre de 1820-Coblenza, 5 de marzo de 1912) fue un escritor, historiador, folklorista, músico y musicólogo alemán editor de Allgemeine Deutsche Biographie.

## Biografía
Rochus von Liliencron pasó su infancia y su juventud en  Dollrottfeld, Preetz, Plön y Lübeck. Empezó a estudiar teología en la Universidad de Kiel, pero más tarde se cambió a derecho y filología germánica en Berlín. Admiraba a Andersen y a la actriz « imortal » Johanne Luise Heiberg cuando vivó en Copenhague donde su hermano y trabajó de 1848 a 1850  como diplomático en los ducados de  Ducado de Schleswig y de Holstein en Berlín, y más tarde como profesor de literatura alemana en Kiel antes de ingresar como profesor en la Universidad de Jena en 1852. Después fue apoderado de la capilla de la corte de  Meiningen y más tarde se consagró al estudio de los cantos populares y a la publicación Allgemeine Deutsche Biographie e ingresó en la Academia de Ciencias de Baviera en 1869. Cette énorme ressention comprend 56 volumes, et plus de 26 500 articles, parus entre 1875 et 1912. Des centaines de spécialistes y collaborent.
Era tío de Detlev von Liliencron y Sophie Wörishöffer.